# Episodi de I mostri (prima stagione)
La prima stagione della serie televisiva I mostri è stata trasmessa in anteprima negli Stati Uniti d'America dalla CBS tra il 24 settembre 1964 e il 10 giugno 1965.
| nº | Titolo originale                    | Titolo italiano              | Prima TV USA      | Prima TV Italia |
| -- | ----------------------------------- | ---------------------------- | ----------------- | --------------- |
| 1  | Munster Masquerade                  |                              | 24 settembre 1964 |                 |
| 2  | My Fair Munster                     |                              | 1º ottobre 1964   |                 |
| 3  | A Walk on the Mild Side             |                              | 8 ottobre 1964    |                 |
| 4  | Rock-a-Bye Munster                  | Fai la nanna piccolo Munster | 15 ottobre 1964   |                 |
| 5  | Pike's Pique                        |                              | 22 ottobre 1964   |                 |
| 6  | Low-Cal Munster                     | Munster a dieta              | 29 ottobre 1964   |                 |
| 7  | Tin Can Man                         | L'uomo di latta              | 5 novembre 1964   |                 |
| 8  | Herman the Great                    |                              | 12 novembre 1964  |                 |
| 9  | Knock Wood, Here Comes Charlie      |                              | 19 novembre 1964  |                 |
| 10 | Autumn Croakus                      |                              | 26 novembre 1964  |                 |
| 11 | The Midnight Ride of Herman Munster |                              | 3 dicembre 1964   |                 |
| 12 | The Sleeping Cutie                  |                              | 10 dicembre 1964  |                 |
| 13 | Family Portrait                     | Ritratto di famiglia         | 17 dicembre 1964  |                 |
| 14 | Grandpa Leaves Home                 |                              | 24 dicembre 1964  |                 |
| 15 | Herman's Rival                      |                              | 31 dicembre 1964  |                 |
| 16 | Grandpa's Call of the Wild          |                              | 7 gennaio 1965    |                 |
| 17 | All-Star Munster                    |                              | 14 gennaio 1965   |                 |
| 18 | If a Martian Answers, Hang Up       |                              | 21 gennaio 1965   |                 |
| 19 | Eddie's Nickname                    |                              | 28 gennaio 1965   |                 |
| 20 | Bats of a Feather                   |                              | 4 febbraio 1965   |                 |
| 21 | Don't Bank on Herman                |                              | 11 febbraio 1965  |                 |
| 22 | Dance with Me, Herman               |                              | 18 febbraio 1965  |                 |
| 23 | Follow That Munster                 |                              | 25 febbraio 1965  |                 |
| 24 | Love Locked Out                     |                              | 4 marzo 1965      |                 |
| 25 | Come Back, Little Googie            |                              | 11 marzo 1965     |                 |
| 26 | Far Out Munsters                    |                              | 18 marzo 1965     |                 |
| 27 | Munsters on the Move                |                              | 25 marzo 1965     |                 |
| 28 | Movie Star Munster                  |                              | 1º aprile 1965    |                 |
| 29 | Herman the Rookie                   |                              | 8 aprile 1965     |                 |
| 30 | Country Club Munsters               |                              | 15 aprile 1965    |                 |
| 31 | Love Comes to Mockingbird Heights   |                              | 22 aprile 1965    |                 |
| 32 | Mummy Munster                       |                              | 29 aprile 1965    |                 |
| 33 | Lily Munster – Girl Model           |                              | 6 maggio 1965     |                 |
| 34 | Munster the Magnificent             |                              | 13 maggio 1965    |                 |
| 35 | Herman's Happy Valley               |                              | 20 maggio 1965    |                 |
| 36 | Hot Rod Herman                      |                              | 27 maggio 1965    |                 |
| 37 | Herman's Raise                      |                              | 4 giugno 1965     |                 |
| 38 | Yes, Galen, There Is a Herman       |                              | 10 giugno 1965    |                 |